# Xã Groveland, Quận McPherson, Kansas
Xã Groveland (tiếng Anh: Groveland Township) là một xã thuộc quận McPherson, tiểu bang Kansas, Hoa Kỳ. Năm 2010, dân số của xã này là 206 người.